# Hypercompe pudorina
Hypercompe pudorina är en fjärilsart som beskrevs av Guen. Hypercompe pudorina ingår i släktet Hypercompe och familjen björnspinnare. Inga underarter finns listade i Catalogue of Life.